# Polyzoa nodosa
Polyzoa nodosa är en sjöpungsart som beskrevs av Kott 1990. Polyzoa nodosa ingår i släktet Polyzoa och familjen Styelidae. Inga underarter finns listade i Catalogue of Life.